# 湯姆斯·羅賓森體育場
湯姆斯·羅賓森體育場是一座位於巴哈馬拿索的綜合性體育場。目前大多使用於舉辦足球比賽。體育場可以容納15,000人，可以擴大至容納30000人。
體育場的名字湯姆斯·A·「湯姆」羅賓森，是一位田徑明星，曾代表巴哈馬數屆奧運會。